# ادرمیت (وان)
ادرمیت {{ترکی|Edremit، به کردی: Artemêt‎، به ارمنی: Արտամետ) یک منطقهٔ مسکونی در ترکیه است که در استان وان واقع شده‌است.